# Palazzo Fineschi Sergardi
Palazzo Fineschi Sergardi è un edificio storico italiano, situato a Siena in pian dei Mantellini (già piazza del Carmine), a breve distanza dalla chiesa di San Niccolò al Carmine e da Palazzo Celsi Pollini.

## Descrizione

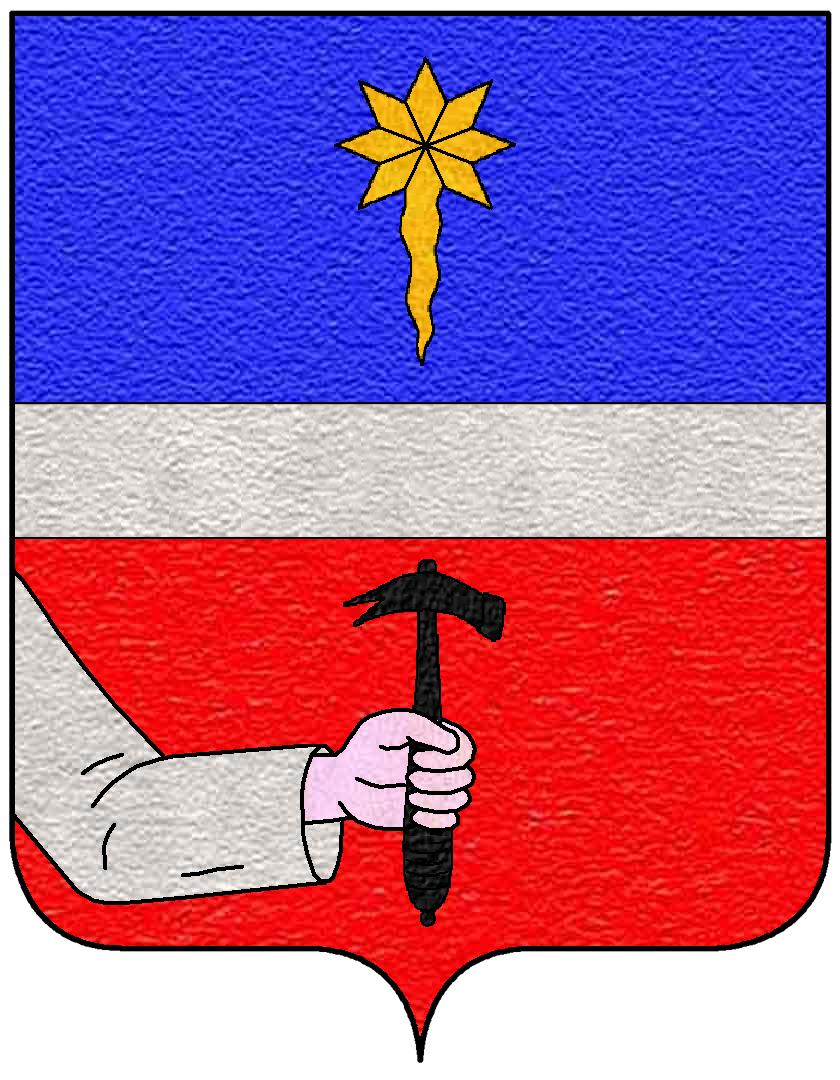
Stemma Fineschi

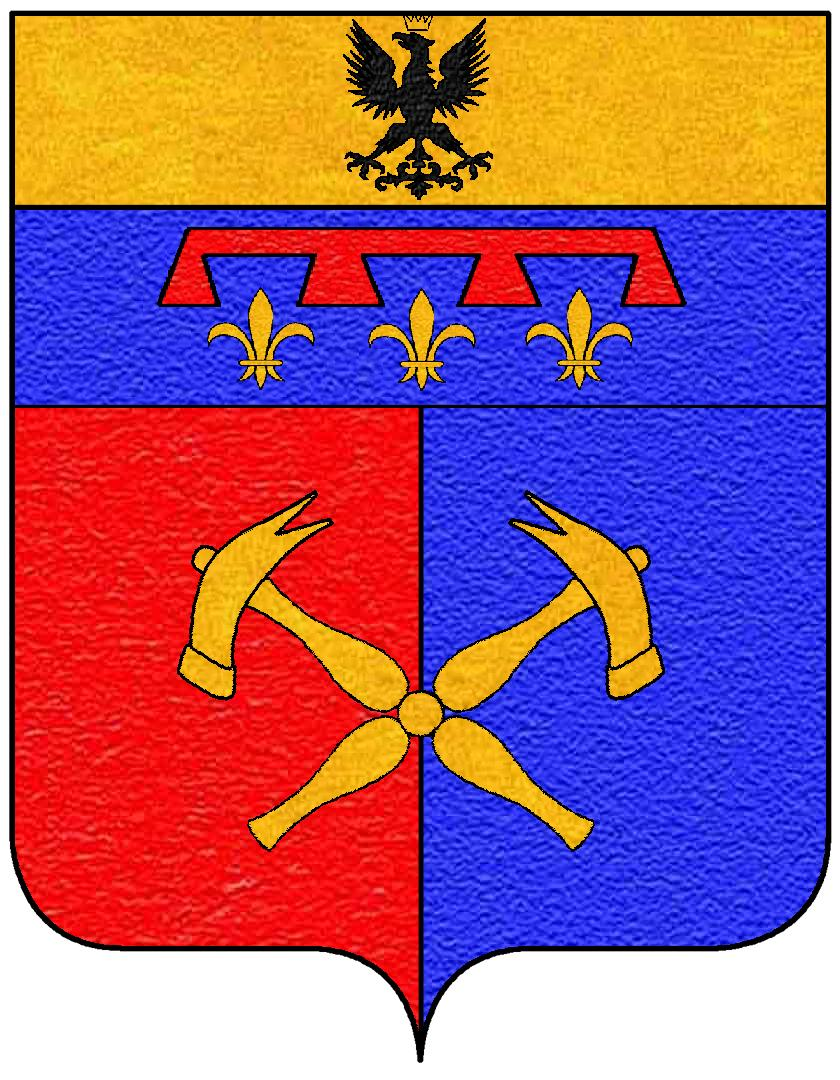
Stemma Sergardi

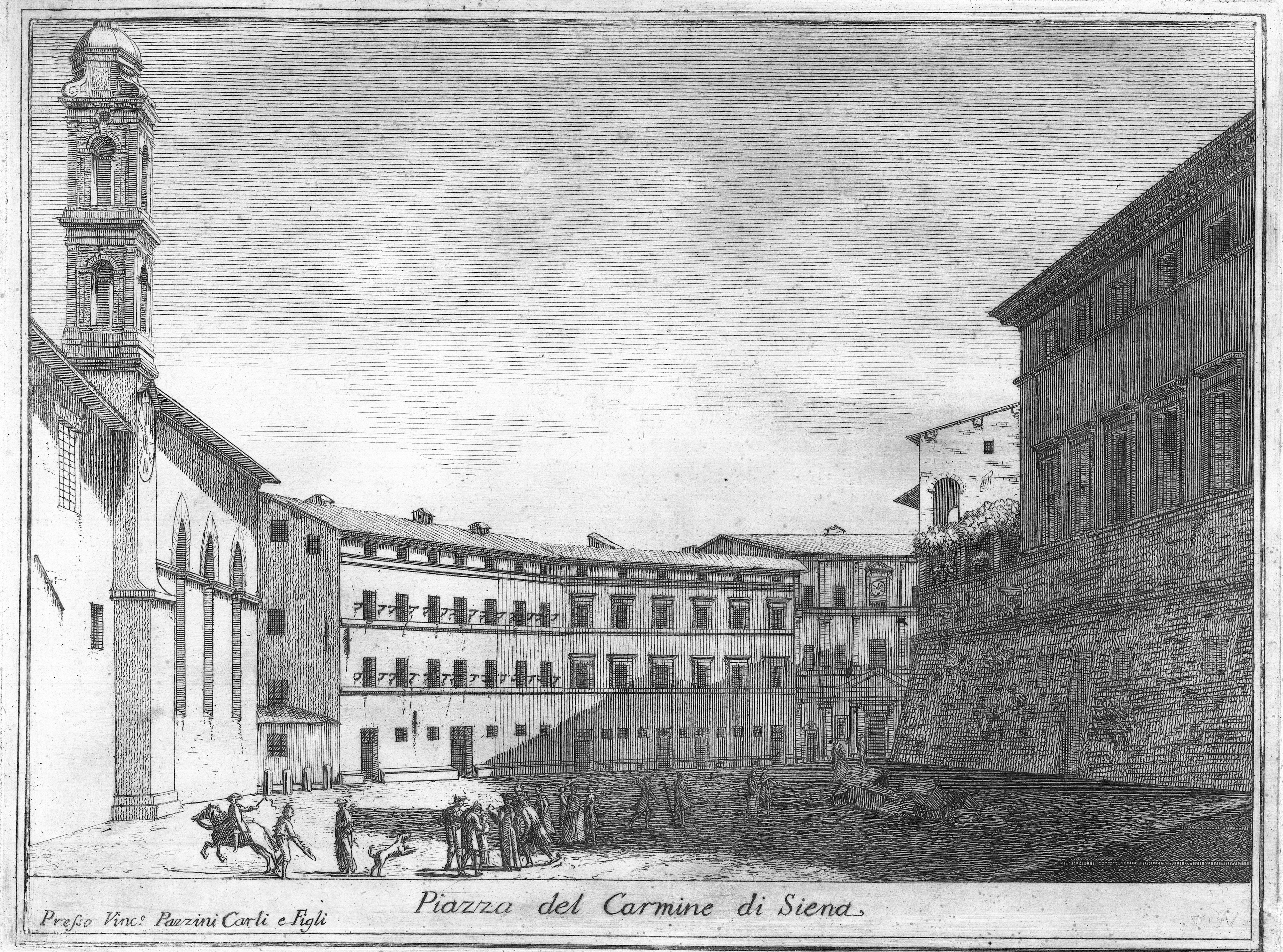
Piazza del Carmine di Siena

Costruito nel XVI secolo su progetto di Bartolomeo Neroni detto il "Riccio", dopo essere stato adibito a monastero (Convento delle Derelitte), nel XVIII secolo divenne proprietà della famiglia Sergardi (poi Fineschi Sergardi), dalla quale fu commissionata una ristrutturazione degli interni.
Nel corso del Novecento, fu eseguito un ampliamento della parte posteriore del palazzo, per poi ospitare oggi una residenza d'epoca privata. Nella cappella di palazzo (non più esistente) era presente una pregevole Deposizione di Gesù Cristo ad affresco, opera del Riccio, venduta nella seconda metà del '900 dalla famiglia al Monte dei Paschi di Siena.
Fu dimora di città del senatore Tiberio Sergardi (di cui al piano nobile del palazzo, si conserva un busto, opera di Tito Sarrocchi), patriota italiano, gonfaloniere di Siena al momento del plebiscito per l'unione di Siena al nascente Regno d'Italia.